# Malur esplèndid
Malurus splendens és una espècie d'ocell passeriforme de la família Maluridae, de petita grandària i llarga cua. Es troba per la major part del continent australià des del centre i oest de Nova Gal·les del Sud i el sud-oest de Queensland a la costa occidental d'Austràlia. Els seus hàbitats es troben principalment a les regions àrides i semiàrides.